# Podlesie (rejon żabinecki)
Podlesie (biał. Падлессе, Padlessie; ros. Подлесье, Podleśje) – wieś na Białorusi, w obwodzie brzeskim, w rejonie żabineckim, w sielsowiecie Chmielewo.

## Historia
W XIX i w początkach XX w. wieś, folwark (majątek ziemski) i chutor położone w Rosji, w guberni grodzieńskiej, w powiecie brzeskim, w gminie Turna.
W dwudziestoleciu międzywojennym leżało w Polsce, w województwie poleskim, w powiecie brzeskim, w gminie Turna. W 1921 miejscowość liczyła 345 mieszkańców, zamieszkałych w 64 budynkach, w tym 340 Polaków i 5 Białorusinów. 188 mieszkańców było wyznania rzymskokatolickiego i 157 prawosławnego.
Po II wojnie światowej w granicach Związku Sowieckiego. Od 1991 w niepodległej Białorusi.